# Hygroamblystegium excurrens
Hygroamblystegium excurrens là một loài rêu trong họ Amblystegiaceae. Loài này được Cardot & Broth. Reimers mô tả khoa học đầu tiên năm 1926.